# (11466) Katharinaotto
(11466) Katharinaotto est un astéroïde de la ceinture principale aréocroiseur.

## Description
(11466) Katharinaotto est un astéroïde aréocroiseur. Il présente une orbite caractérisée par un demi-grand axe de 2,28 UA, une excentricité de 0,31 et une inclinaison de 5,9 par rapport à l'écliptique.

## Compléments